# Kasper Collin
Kasper Collin (né le 16 novembre 1972) est un réalisateur, réalisateur de documentaires, scénariste et producteur suédois, basé à Göteborg, en Suède. 

## Biographie
Sa filmographie est indissociable de sa passion pour le jazz. Son premier long métrage documentaire, My Name Is Albert Ayler été bien accueilli lors de sa sortie en salles au Royaume-Uni et aux États-Unis en 2007 et 2008. Metacritic donne au film 83/100 et l'a classé 19e meilleur film de 2007. Rotten Tomatoes donne au film une note de 94%.  
Son deuxième long métrage documentaire, I Called Him Morgan, a été présenté pour la première fois le 1er septembre 2016 à la 73e Mostra de Venise. Après Venise, il fut présenté au Telluride Film Festival, au Festival international du film de Toronto,,,,, New York Film Festival, et au BFI London Film Festival. En France, sa première eut lieu au Festival international de cinéma de Marseille. 
I Called Him Morgan est sorti en salle aux États-Unis le 24 mars 2017 et sa première en Suède eut lieu le 31 mars. Il y a 20 avis enregistrés sur Metacritics. Huit d'entre eux lui donnent 100/100 et le film a atteint un métascore de 90/100.  44 évaluations ont été enregistrées sur Rotten Tomatoes et le score est de 95%.  
Le 1er juillet 2017, Metacritic a présenté I Called Him Morgan comme étant le film le mieux évalué du premier semestre 2017.
Indiewire a classé Kasper Collin parmi les neuf noms révolutionnaires à surveiller lors du Festival international de Toronto (TIFF) 2016. 
Entre 2009 et 2014, Kasper Collin a été l'un des deux présidents de l'organisation de cinéastes indépendants suédois (Oberoende Filmares Förbund).

## Filmographie
- 2005 : My Name is Albert Ayler
- 2016 : I Called Him Morgan